# Colección Bizantina y Posbizantina de La Canea
La Colección Bizantina y Posbizantina de La Canea es una colección o museo de Grecia ubicada en la isla de Creta, en la ciudad de La Canea.
Se encuentra en la antigua iglesia de San Salvatore, construida en el siglo XV junto a la fortaleza de La Canea, que se expandió en los siglos posteriores y se convirtió en mezquita durante la dominación otomana.
Esta colección se compone de objetos de periodos comprendidos entre la época de los primitivos cristianos y la época otomana, del área de Creta occidental. Algunos proceden de excavaciones arqueológicas y otros han llegado a la colección a través de donaciones.
Entre estos se encuentran mosaicos, iconos, estelas funerarias, frescos, miniaturas, cerámica, monedas y elementos arquitectónicos decorativos, que se exponen en orden cronológico.